# ヴィタチウ
ヴィタチウ（ウクライナ語: Витачів）はウクライナ・キエフ州のオブーヒウ地区の村落（село）である。2001年ウクライナ国勢調査では人口は816人。
10世紀のビザンツ帝国のコンスタンティノス7世の著述の中では、ルーシの巡回徴貢（ポリュージエ）に関する記述の中に言及されている 。また1100年には、ルーシの諸公会議の1つであるウヴェチチ諸公会議が行われた。

## ゆかりの著名人
- テチャナ・レメシコ（ウクライナ語版） (Тетяна Лемешко） - 詩人。ヴィタチウ出身。